# Tanera Beag
Pour les articles homonymes, voir Tanera.
Tanera Beag ou Tanera Beg est une île du Royaume-Uni située en Écosse.